# Eulychnia iquiquensis
Eulychnia iquiquensis ist eine Pflanzenart in der Gattung Eulychnia aus der Familie der Kakteengewächse (Cactaceae). Das Artepitheton iquiquensis verweist auf das Vorkommen der Art bei Iquique.

## Beschreibung
Eulychnia iquiquensis wächst strauchig, verzweigt nahe der Basis und erreicht Wuchshöhen von 2 bis 7 Metern. Es wird ein kurzer Stamm ausgebildet. Die aufrechten, kräftigen Triebe sind gelegentlich auch weiter oben verzweigt. Es sind 12 bis 15 Rippen vorhanden, die etwas gehöckert sind. Die darauf befindlichen Areolen sind mit kurzer weißer Wolle besetzt. Die aus ihnen entspringenden, variablen 10 bis 20 Dornen lassen sich nicht in Mittel- und Randdornen unterscheiden. Sie sind abstehend und 2 bis 12 Zentimeter lang.
Die weißen Blüten erscheinen in der Nähe der Triebspitzen und sind 5,5 bis 6,5 Zentimeter lang. Ihr Perikarpell und die Blütenröhre sind dicht weiß bewollt. Die kugelförmigen Früchte sind dicht mit weißer Wolle bedeckt und erreichen Durchmesser von 5 bis 6 Zentimetern.

## Verbreitung, Systematik und Gefährdung
Das Verbreitungsgebiet von Eulychnia iquiquensis erstreckt sich im Norden Chiles von der Region Tarapacá bis in die Region Atacama, wo sie entlang der Kordilleren in Höhenlagen von etwa 1000 Metern wächst.
Die Erstbeschreibung als Cereus iquiquensis erfolgte 1904 durch Karl Moritz Schumann. Nathaniel Lord Britton und Joseph Nelson Rose stellten die Art 1920 in die Gattung Eulychnia. Ein weiteres nomenklatorisches Synonym ist Eulychnia breviflora subsp. iquiquensis (K.Schum.) D.R.Hunt (2002).
In der Roten Liste gefährdeter Arten der IUCN wird die Art als „Least Concern (LC)“, d. h. als nicht gefährdet geführt.

## Nachweise